# 콤모두스
콤모두스(Commodus)는 로마 제국의 제17대 황제(161년 8월 31일 - 192년 12월 31일)이다. 마르쿠스 아우렐리우스의 아들이며, 로마 제국 사상 최악의 황제 중 한 사람으로 언급되어 '포학제(暴虐帝)'라고도 불린다. 콤모두스가 등극함으로써 이른바 오현제 시대는 종식을 고했다.

## 생애

### 폭력
연로한 아버지 마르쿠스 아우렐리우스와 공동 통치하는 형태로 177년에 정권에 올라, 아버지와 함께 도나우강 연안에서 게르만족에 맞서 싸웠다. 180년 3월 마르쿠스 아우렐리우스가 죽자 콤모두스가 단독 황제가 되었다. 182년 누이 루실라(Annia Aurelia Galeria Lucilla)가 원로원과 공모하여 그를 암살하려는 시도를 하다가 발각되어 실패하였다. 분노한 콤모두스는 상당수의 원로원 의원들을 처형했다.

### 우상화
190년에 발생한 화재로 인해 로마의 반이 소실되었는데, 자신의 영광을 나타낼 좋은 기회라고 여긴 콤모두스는 재건된 로마의 이름을 자신의 이름을 붙여 '콜로니아 콤모디아나'(콤모두스의 땅)라고 명명했다. 또 달력을 자신과 연관된 이름으로 바꾸었다.

### 암살
192년 12월 31일, 콤모두스는 다음날에 검투사 복장으로 원로원에 가 집정관 직위를 받아들일 계획을 세우고 있었다.
처음엔 정부 마르키아가 독이 든 음식으로 살해하려고 했지만 실패했고, 그가 독 때문에 욕실에서 토하고 괴로워할 때, 정적들이 고용한 그의 레슬링 파트너이자 교관인 나르키수스에 의해 콤모두스는 욕조에서 목이 졸려 암살되었다. 그가 죽은 후, 원로원은 기록 말살형을 선고하였지만, 후에 셉티미우스 세베루스가 아우렐리우스 씨족의 호의를 얻기 위해 콤모두스의 죄를 면제하여 그의 기록은 회복되었으며, 신으로서 모셔졌다.

### 군인황제
콤모두스가 암살됨에 따라 군대가 국가의 실권을 잡아, 다음 황제 페르티낙스 이후, 군인에 의해 황제가 옹립되게 되고, 후에 제국은 '다섯 황제의 해'라고 불리는 정체기에 들어가게 된다.

## 영화
- 《로마 제국의 멸망》The fall of Roman empire 1964
- 《글래디에이터》Gladiator 2000

## 같이 보기
- 로마 황제 연대표

| 전임 마르쿠스 아우렐리우스 | 제17대 로마 제국 황제 180년 - 193년 | 후임 페르티낙스 |